# Marshall (Texas)
Marshall és una població dels Estats Units a l'estat de Texas. Segons el cens del 2000 tenia 23.935 habitants.

## Demografia
Segons el cens del 2000, Marshall tenia 23.935 habitants, 8.730 habitatges, i 6.032 famílies. La densitat de població era de 312,5 habitants/km².
Dels 8.730 habitatges en un 32,2% hi vivien nens de menys de 18 anys, en un 46,4% hi vivien parelles casades, en un 19% dones solteres, i en un 30,9% no eren unitats familiars. En el 28% dels habitatges hi vivien persones soles el 14% de les quals corresponia a persones de 65 anys o més que vivien soles. El nombre mitjà de persones vivint en cada habitatge era de 2,55 i el nombre mitjà de persones que vivien en cada família era de 3,12.
Per edats la població es repartia de la següent manera: un 26,1% tenia menys de 18 anys, un 13,4% entre 18 i 24, un 24,6% entre 25 i 44, un 20,3% de 45 a 60 i un 15,5% 65 anys o més.
L'edat mediana era de 34 anys. Per cada 100 dones de 18 o més anys hi havia 82,2 homes.
La renda mediana per habitatge era de 30.335$ i la renda mediana per família de 37.438$. Els homes tenien una renda mediana de 30.146$ mentre que les dones 21.027$. La renda per capita de la població era de 15.491$. Aproximadament el 17,8% de les famílies i el 22,8% de la població estaven per davall del llindar de pobresa.

## Poblacions més properes
El següent diagrama mostra les poblacions més properes.

## Personatges il·lustres
- George Foreman (1949), boxador.